# نورمان راسموسن
نورمان راسموسن (بالإنجليزية: Norman Rasmussen) هو عالم نووي وفيزيائي ومهندس أمريكي، ولد في 12 نوفمبر 1927 في هاريسبرج في الولايات المتحدة، وتوفي في 18 يوليو 2003 في كونكورد في الولايات المتحدة.